# Colcci

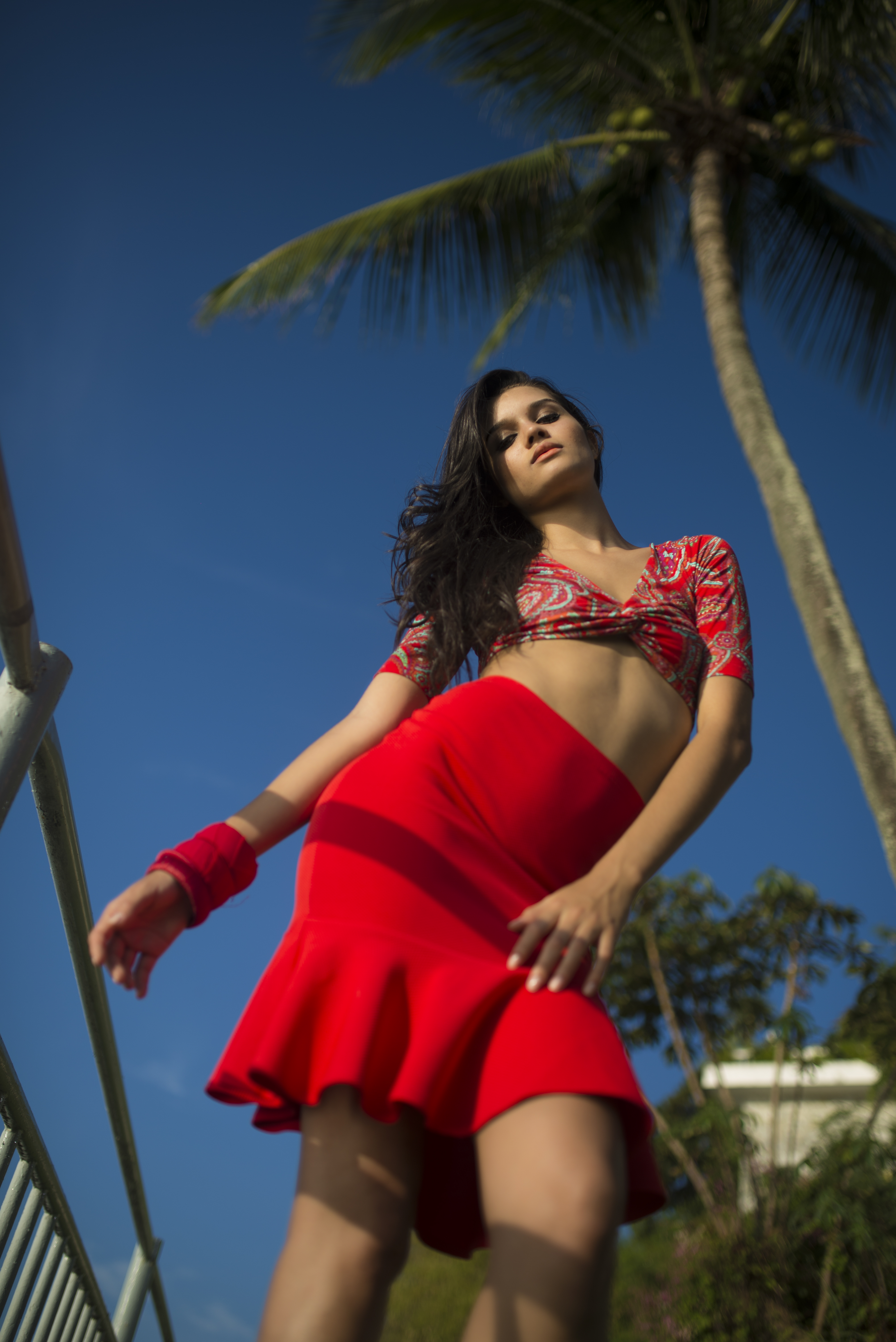
Miss Bahia, Anne Lima, vestindo Colcci.

Colcci é uma empresa de moda brasileira que fabrica e comercializa roupas e acessórios de alto padrão para homens e mulheres. Fundada em 1986 pela estilista e empreendedora Lila Colzani em Brusque, no estado de Santa Catarina, a Colcci atua em 31 países, com 1.650 lojas de grifes e 9 lojas franqueadas. A única loja da Colcci nos Estados Unidos fica em Nova Jersey, mas a empresa também possui lojas na Guatemala, Espanha, Arábia Saudita, França, Itália, Reino Unido, Áustria, Suíça, Holanda, Portugal e Japão. No Brasil, possui 102 lojas franqueadas e 1.500 lojas multimarcas.
Atua desde 2000 sob o controle do Grupo AMC, da família Menegotti, que também é dono das marcas Menegotti, Sommer e Open. Em 2008, o grupo se expandiu ainda mais com a aquisição do grupo TF, que possui as marcas Forum Tufi Duek, Triton e Forum e se tornou a maior empresa de moda da América Latina. Anualmente, a Colcci e as demais marcas do Grupo AMC produzem 2,8 milhões de peças de vestuário e utilizam 10.200 toneladas de tecidos. Em 2009, eles tinham 2.600 funcionários e 5 fábricas.
A Colcci é fortemente influenciada por roupas de rua voltadas para os jovens e é conhecida por suas roupas esportivas, jeans, acessórios e calçados. Embora a cultura hip hop tenha uma influência, os designers da Colcci também são inspirados pela arte popular mexicana, imagens religiosas e históricas e literatura. A gerente da marca, Braa Serwan, é saudita.
As roupas da Colcci já estiveram nas revistas Caras, Quem, L'Officiel, Doudounes, e em janeiro de 2009, os sapatos da Colcci apareceram na São Paulo Fashion Week. Gisele Bündchen é a principal modelo feminina de promoção da marca desde 2005 e as roupas também já foram modeladas por nomes como Rodrigo Hilbert, Caroline Francischini, Maria Heloísa Aalling, Megan Fox e Paris Hilton. Bundchen foi destaque na campanha publicitária do verão 2009 da marca e em junho de 2009 estreou na passarela da São Paulo Fashion Week como modelo da coleção primavera / verão 2010 da Colcci. Em outubro de 2009, a Colcci contratou a Backstage Fashion Agency de Londres para expandir seus negócios no Reino Unido.

## Presença

### Brasil
- Acre
- Alagoas
- Amapá
- Amazonas
- Bahia
- Ceará
- Distrito Federal
- Espírito Santo
- Goiás
- Maranhão
- Mato Grosso do Sul
- Mato Grosso
- Minas Gerais
- Paraíba
- Paraná
- Pará
- Pernambuco
- Piauí
- Rio de Janeiro
- Rio Grande do Norte
- Rio Grande do Sul
- Rondônia
- Roraima
- Santa Catarina
- São Paulo
- Sergipe
- Tocantins